# Molines-en-Queyras
Molines-en-Queyras är en kommun i departementet Hautes-Alpes i regionen Provence-Alpes-Côte d'Azur i sydöstra Frankrike. Kommunen ligger  i kantonen Aiguilles som ligger i arrondissementet Briançon. År 2022 hade Molines-en-Queyras 307 invånare.

## Befolkningsutveckling
Antalet invånare i kommunen Molines-en-Queyras
Referens:INSEE

## Galleri

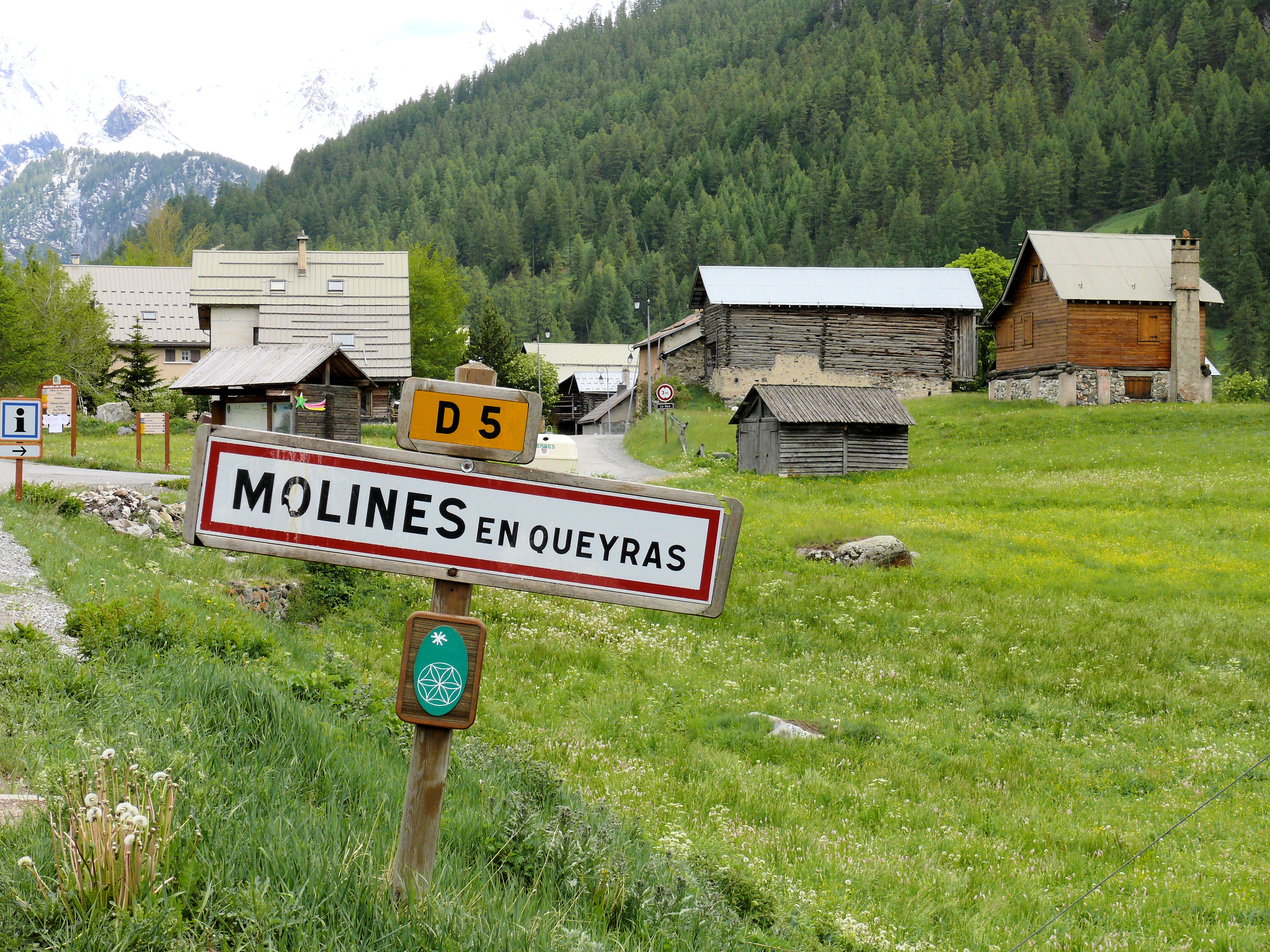
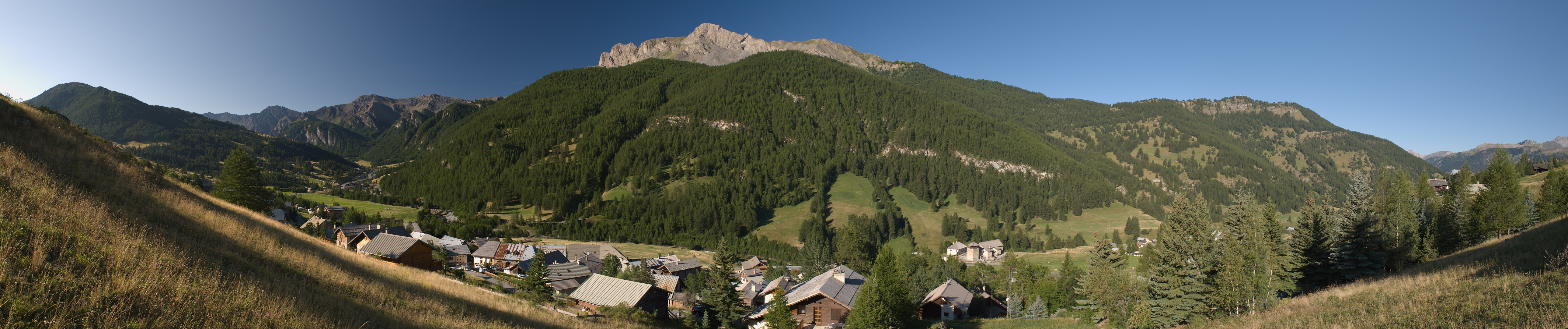